# لالاند 21185
لالاند 21185 (بالإنجليزية: Lalande 21185)‏ الذي يرمز له بالرمز HD 95735، هو نجم، يقع على بعد 8.29 سنة ضوئية من الأرض،  يرى في كوكبة الدب الأكبر.
شدة لمعانه ضعيفة وتبلغ 1/40 من الشمس، وكتلة منخفضة تبلغ حوالي 0.4 كتلة شمسية، ودرجة حرارة سطح باردة نسبيًا تبلغ 3600 كلفن. القدر الظاهري ي في النطاق V هو 7.5 ماج وقدره المطلق 10.5 ماج. تم قياس القطر الزاوي باستخدام PTI (مقياس تداخل Palomar) ليكون 1.464 ± 0.03 مللي ثانية. ينتج عن ذلك قطر يبلغ 0.40 من قطر الشمس أو 555.000 كيلومتر. يقع النجم في كوكبة Ursa الرئيسية، على بعد 8.3 سنة ضوئية من الشمس. وهذا يجعله سادس أقرب النجوم المعروفة للشمس.
يأتي اسمه في كتالوج النجوم الذي جمعه جوزيف جيروم ليفرانسو دي لالاند.

## الاكتشاف

النجمLalande 21185 هو أحد أقرب النجوم من الشمس.

اكتشف في 1801، بواسطة جيروم لالاند.

## البحث عن كواكب حول لالاند 21185
في مرصد سبرول، كان بيتر فان دي كامب يحدد المسافات والحركات المناسبة بطريقة فلكية منذ ثلاثينيات القرن الماضي ويبحث أيضًا عن رفقاء داكنين للنجوم القريبة. اكتشف في عام 1941 (بعد عام 1939 عند نجم بارنارد) اضطرابًا في الحركة الصحيحة لالاند 21185، والذي نشأ عنه رفيق له فترة مدارية تزيد قليلاً عن عام وكتلة يشتبه فيها أنها 0.06 كتلة شمسية.
وفي عام 1951 حصل الباحثون على معلومات أدق متعلقة بالفترة المدارية والكتلة إلى 1.14 سنة وحوالي 0.03 كتلة شمسية. ثم في عام 1960 أعطى الباحث الفلكي «أس. ليبينكوت» لهذا المرافق فترة مدارية مقدارها 8 سنوات وكتلة تبلغ حوالي 0.01 كتلة شمسية.
وفي عام 1971 لم تكن هناك سوى علامات الاضطراب.
ثم في عام 1974 لم يجد الباحث «غيتوود» أي دليل على حدوث اضطراب في فترة الـ 8 سنوات واجرى قياساته في مرصد Allegheny الذي يعود إنشائه إلى عام 1930.
بدأ G.Gatewood القياسات باستخدام MAP (مقياس الضوء الفلكي متعدد القنوات) في عام 1988، مما أتاح مزيدًا من الدقة.
في نفس العام بدأ مرصد ليك قياس السرعة الشعاعية لـ لالاند 21185 مما أتاح دقة أعلى بكثير من القياسات الفلكية السابقة.
وأعلن غيتوود بعد وقت قصير من اكتشاف الكواكب الخارجية الأولى بقياسات السرعة الشعاعية، أن لالاند 21185b يدور حول النجم المركزي على مسافة حوالي 2  AU وله كتلة تبلغ نحو 0.9  من كتلة المشتري. أعطيت الفترة المدارية لهذا الكوكب خارج المجموعة الشمسية بحوالي 5.8 سنوات وفقًا للقياسات باستخدام MAP. ونتيجة لتسارع حركة لالاند 21185 وفقًا لقياسات «مرصد الغيني»، تم التحقق من وجود كوكب آخر وهو Lalande 21185c. وتم تقدير كتلته بأنها تزيد عن 1.5 من كتلة المشتري ويقال أنه يدور حول النجم على مسافة حوالي 10 وحدات فلكية. يستغرق الأمر ما يقرب من 30 عامًا للدوران حول Lalande 21185 مرة واحدة. نظرًا لأن مثل هذا الكوكب لا يبدو أنه يفسر التسارع تمامًا، فقد اشتبه أيضًا في وجود رفيق ثالث.
في عام 1998 جيفري مارسي ور. بول بتلر لم تتغير السرعة الشعاعية في قياسات أكثر من 10 سنوات على لعق. هذا جعل الكوكب الداخلي غير محتمل.
في عامي 2019 و 2021 أجريت مزيد من المشاهدات الفلكية حيث وجدت كوكبين حول لالاند 21185 بناءً على طريقة قياس السرعة الشعاعية. وبالتالي فقد قدرت كتلة الكوكب الداخلي 21185 ب  بأنها أقل بقليل من 3 كتلة الأرض وهو يدور حول النجم في أقل من 13 يومًا. وأماالكوكب الخارجي 21185 c  فتكون كتلته نحو 14 كتلة أرضية ويدور حول النجم في مدار ذو دورة نحو 2800 يوم. 
بعد ذلك يشتبه في العثور على كوكب ثالث لـ لالاند وهو «غليس 411 دي» ويبدو أنه يدور في مدار بين «غليس ب» و «غليس سي»، وان يكمل دورته في نحو 215 يوم.